# 添·侯活
蒂莫西·馬修·「添」·侯活（英語：Timothy Matthew "Tim" Howard，1979年3月6日—）是一位已退役美國足球運動員，擔任守門員。
霍華德的職業生涯始于北澤西帝國，随后他转到地鐵之星。他的表现很快就引起曼聯的注意，2003年他与曼聯签约加盟。效力曼聯期間，他赢了2003年英格蘭社區盾、2003年至2004年赛季英格蘭足總盃和2005至2006年赛季英格蘭聯賽盃。曼聯簽下埃德文·雲達沙后，霍華德便被外借至愛華頓，並在2007年2月與愛華頓簽約正式永久轉會。2012年1月4日對博尔顿的比賽，他將隊友的回傳球解圍，但意外地變成進球，使他成为第四名在英格兰足球超级联赛取得進球的守门员。
霍華德在2002年首次被徵召上美國國家足球隊，並參加2006年世界杯足球赛資格賽，但只是未上場的替補球員。2010年世界杯足球赛中，他成為國家隊一號守門員，並打進16強。

## 早年
蒂姆·霍华德出生于新泽西州北不伦瑞克。他的父亲是非裔美国人，母亲来自匈牙利。三岁时父母离婚，他跟母亲住。他的母亲是一个化妆品零售商的项目经理，父亲是一个卫生健康公司的长途卡车司机。父子俩人在离婚后依然保持非常紧密的关系。他的父亲坚持他和他的兄弟參與体育运动。在两人还不会走路的时候，父亲就買了不同的体育设施来看他们俩喜欢什么运动。蒂姆·霍华德显示出对篮球和足球的偏愛。
霍华德上六年级的时候被诊断患有妥瑞症。在高中時，霍华德不但在足球運動上擔任中场的表現極出色，而且在篮球场上也很优秀，平均每场得15分，並在高三時帮助校队晉級至州决赛。但是他在足球方面的才华更加强。虽然他在学校的球队里任中场，但是作为守门员的他表現比出任中场時更為優秀。霍华德的高一是在新澤西州一所小的私立高中就读，之後回到出生地北布伦斯威克繼續學業。15岁时他已是美国国家少年队的守門員，首次参加国际比赛是代表U17对洪都拉斯。1997年美足少年队的教练转到北泽西帝国執教，當時亦兼任地鐵之星的守門員教練，當時北泽西帝国是獨立足球聯賽聯合系統（United Systems of Independent Soccer Leagues）的成員。他立刻想到让侯活加入帝国队，同年5月，在侯活高中毕业一个月前，他首次以职业球员身份参加帝国队的比赛。

## 球會生涯

### 曼联
霍華德效力北澤西帝國期間只參加了6場聯賽，便被送到同州的美國職業足球大聯盟球隊地鐵之星。在2003年美国足球大联赛季中，曼聯以400万美元转交费簽下霍華德，並取代了法比安·巴特兹成為球會首席守门员，而他亦是首位效力曼聯的美國球員。他在曼聯起步成功，在英格蘭社區盾与阿森纳的比赛中救出关键的点球，贏得了該項比賽。在對博尔顿和英格蘭足總盃对曼城的比赛中亦表现出色。但是2004年3月歐洲冠軍聯賽淘汰賽對波圖，終場前霍華德的失手导致的對手进球晉級，使曼联緣盡欧洲冠军联赛。这个失误似乎打击了侯活的自信心，他的位置被罗伊·卡罗尔取代。休养了一段时间后他又回到了首席守门员的地位，参加2004年英格蘭足總盃決賽并获得冠军。他是第二名获得英格蘭足總盃冠军的美国球员，繼朱利安·斯特吉斯在1873年贏得之後。該賽季他亦當選了PFA最佳十一人。
他在曼联的第二年开始得並不理想，犯了一些错误，又一次把首席守门员的位置送给了卡罗尔。可是卡罗尔亦不爭氣，也犯了一些错误，霍華德又重新回到先發位置，但是他的表现依然不理想，使卡罗尔再次守门。最后曼联在英格蘭足總盃決定輸给阿森纳的賽事也是由卡罗尔把守球門。
在2004/05赛季末，霍華德签署了新的合同，到2009年結束。2005年夏天，曼联釋出了他的两名竞争者里卡多·洛佩兹·费利佩和罗伊·卡罗尔。但是此后不久曼联就买下了经验豐富的荷兰籍守门员埃德文·范德萨。

### 愛華頓
在2006/07赛季，霍華德被外借至爱华顿，首场比赛是对沃特福德。2007年2月他與愛華頓簽署合約，正式永久轉會，轉會費據報約300萬英鎊。
2007年4月愛華頓主場對曼聯的比賽，霍華德並沒有參與，有傳是因為儘管正式轉會，仍受外借條款限制。英格蘭足球總會對這些傳聞展開調查，但發現沒有一方破壞規矩，而且雙方球會均確認霍華德能夠參與該比賽。2008年11月8日對西汉姆联足球俱乐部是他在愛華頓的第100場比賽。2009年4月19日足總盃半決賽的點球大戰中，他救出了曼聯的一個點球，使愛華頓晉級決賽，對手為切尔西。2008/09賽季，他打破了球會的不失球場數紀錄。2009/10賽季的首四場賽事他都能保持清白之身。2009年12月12日對切尔西的比賽中，他以隊長身份上場，踢成3-3。
2011/12賽季主場對博爾頓的比賽中，霍華德首次取得進球。比賽下半場，霍華德大腳開球，風的關係使他的球門球長驅直進93米，打進亚当·博格丹把守的大門，為球隊先開紀錄，並成為英超史上第4位進球的門將，但對手最終以2-1反勝。他形容這進球是殘酷的，出於對博格丹的同情而拒絕慶祝。
2012年3月，霍華德簽署新的合約至2016年季末。2013年3月2日，霍華德自2007年9月起的連續210次英超上場紀錄中斷了，因手傷關係缺席了對雷丁的賽事，霍華德只差2場便能追平内维尔·索夏尔的球會紀錄。同年5月對利物浦的默西賽德郡打吡中，霍華德度過了他的球會的第100場不失球比賽，以0-0完場。
2013年12月26日對桑德兰比賽中，霍華德紅牌離場，球隊以1-0落敗，使球隊全年主場不敗的希望幻滅。2014年4月，球會延長了霍華德的合約兩年，使他留隊效力至2018年。
2016年5月16日，霍華德季尾約滿，完成最後一場為愛華頓上陣賽事（愛華頓對諾域治）。

## 國家隊生涯

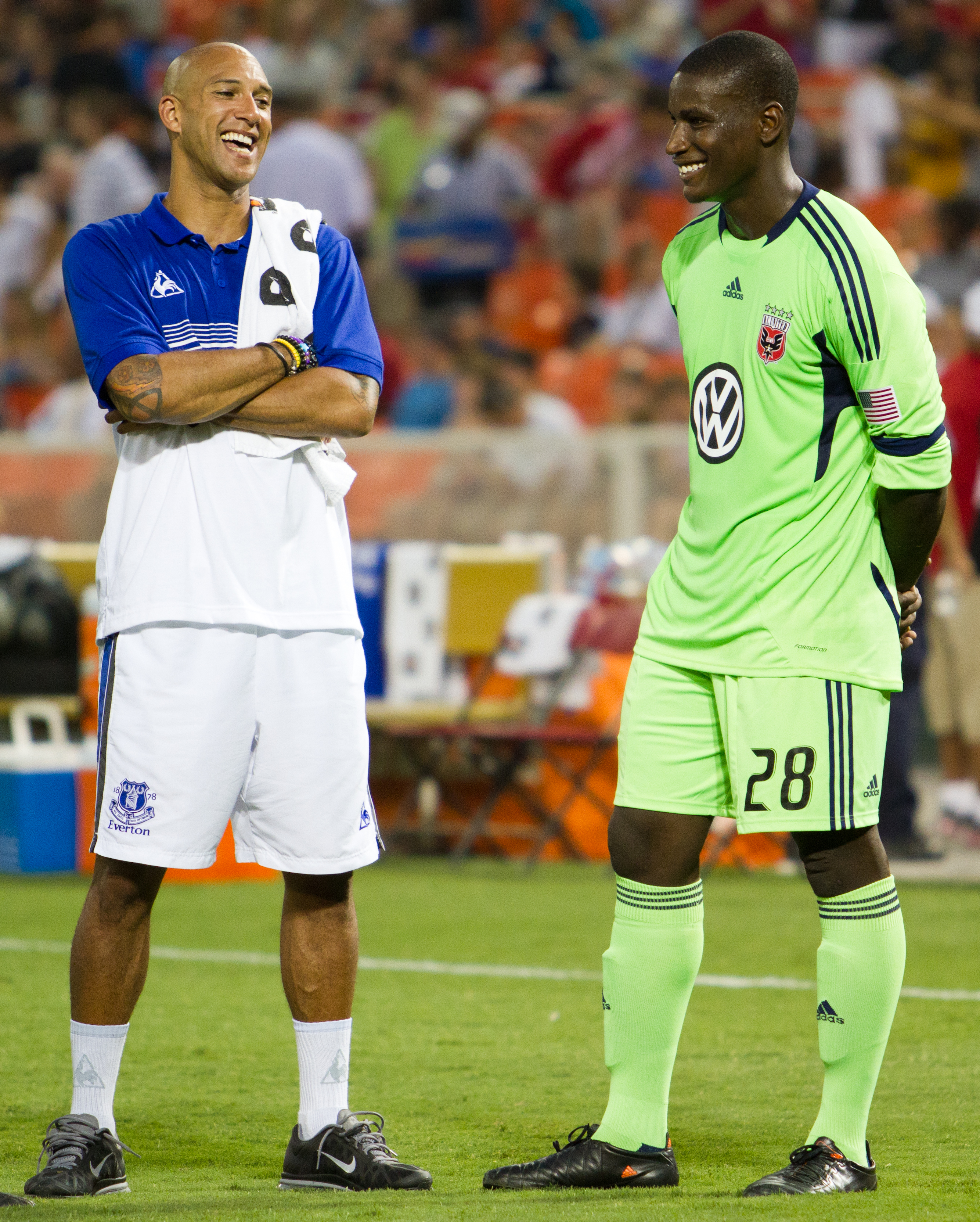
2011年7月23日国际友好赛前侯活与华盛顿特区联守门员比尔·哈米德交谈

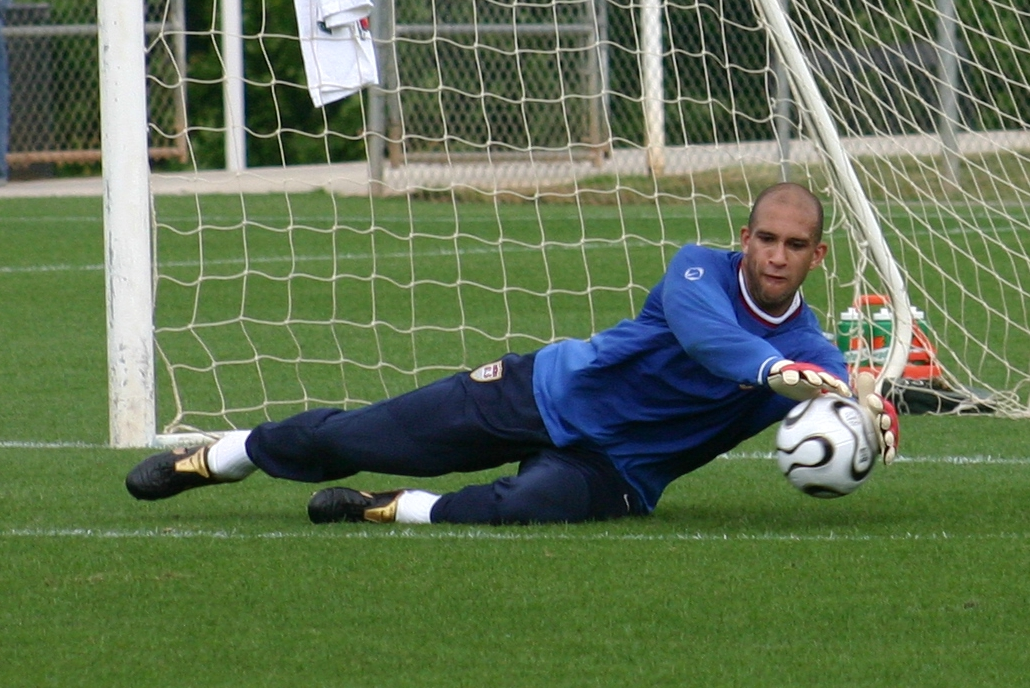
2006年5月美国国家队训练时侯活接球

侯活第一次進入美國國家隊在1999年在尼日利亞舉行的世青賽。在2000年奧運會，他擔任布拉德·弗里德尔的後備。直到2002年3月10日對厄瓜多爾的賽事才首次上場代表成年隊。2006年5月2日侯活被挑選为参加在德国举行的2006年世界杯足球赛美国队三名守门员之一，比賽期間他只是凯西·凯勒的后备。鲍伯·布雷得里出任國家隊教练后侯活才成为首席守门员，参加了2007年美洲金盃决赛并以2-1擊敗墨西哥。
在2009年联合会杯中他是首席守门员，参加了包括半决赛中美国队击败当时世界排名第一的西班牙的比赛，侯活在比賽中共作出八次撲救，使他在這項賽事首次不失球，这亦是西班牙自2007年以来首次被击败。最后美国队在比赛中获得亞軍，侯活获得守门员金手套奖。
在2010年在南非举行的世界盃足球賽中，霍華德照舊是國家隊首席守门员。他首次世盃上場是對英格兰，這場比赛他成為了全場最佳球員，以1-1和氣收場.。在對阿尔及利亚的比赛中他把球发给兰登·多诺万並取得入球，最終使美国全取3分，使美国能进入16强繼續世盃之旅。16強的比賽是對迦納，迦納以2-1擊敗美國。
2011年美洲金盃決賽，美國敗給墨西哥。侯活在賽後發表了爭議性言論，批评虽然比赛是在美国国土進行，但整个授奖仪式是用西班牙语进行的。他说这真的「丢脸」，并说假如决赛是在墨西哥城舉行，就算美国又赢了決賽，仪式也不会以英语進行。
2014年6月7日，在2014年世界盃足球賽前的熱身賽對尼日利亞，霍華德第100次代表國家隊上場並以2-1取勝。6月22日對葡萄牙的賽事成為全場最佳球員，比賽以2-2完場。
7月1日對世界盃16強比利時的比賽，他再度當選為全場最佳，縱使球隊在加時以2-1戰敗。他在這場比賽打破了世界盃撲救紀錄，全場共作出16次撲救。賽後美國國防部長查克·哈格尔致電給霍華德，感謝他捍衛美國大門，在法定時間力保不失球，並說他有潛力成為新任美國國防部長。

## 篮球
2009年6月22日侯活被選拔入哈林篮球队。该队每年选出一系列被看作是有潜力的队员或者支持者的运动员。

## 个人生活
霍華德與劳拉·钱乔拉（Laura Cianciola）結婚並育有兩名孩子，兩人在2010年離婚。他在小學六年級時诊断患有妥瑞症。初中最他擁有美國和匈牙利雙重國籍。
霍華德是基督徒，他對自己的信仰說道：「基督是我生命中最重要的一部分，比比賽輸贏或和我有沒沒有上場更重要。所有東西都只是額外獎勵。」
2001年他因为他与患有妥瑞症的儿童的工作被授予人道主义奖。2014年他展示出反皮草的紋身"Ink, Not Mink"。

## 生涯統計

### 球會
| 球會                 | 球季     | 聯賽 | 聯賽 | 盃賽 | 盃賽 | 聯賽盃 | 聯賽盃 | 洲際賽 | 洲際賽 | 其它 | 其它 | 總計 | 總計 |
| 球會                 | 球季     | 上場 | 進球 | 上場 | 進球 | 上場   | 進球   | 上場   | 進球   | 上場 | 進球 | 上場 | 進球 |
| -------------------- | -------- | ---- | ---- | ---- | ---- | ------ | ------ | ------ | ------ | ---- | ---- | ---- | ---- |
| 北澤西帝國           | 1997     | 6    | 0    |      |      | –      | –      |        |        |      |      | 6    | 0    |
| 北澤西帝國           | 總計     | 6    | 0    |      |      | –      | –      |        |        |      |      | 6    | 0    |
| 紐約/新澤西 地鐵之星 | 1998     | 1    | 0    |      |      | –      | –      |        |        |      |      | 1    | 0    |
| 紐約/新澤西 地鐵之星 | 1999     | 9    | 0    |      |      | –      | –      |        |        |      |      | 9    | 0    |
| 紐約/新澤西 地鐵之星 | 2000     | 9    | 0    | 3    | 0    | –      | –      |        |        |      |      | 12   | 0    |
| 紐約/新澤西 地鐵之星 | 2001     | 29   | 0    | 1    | 0    | 3      | 0      |        |        |      |      | 33   | 0    |
| 紐約/新澤西 地鐵之星 | 2002     | 27   | 0    | 1    | 0    | –      | –      |        |        |      |      | 28   | 0    |
| 紐約/新澤西 地鐵之星 | 2003     | 13   | 0    |      |      | –      | –      |        |        |      |      | 13   | 0    |
| 紐約/新澤西 地鐵之星 | 總計     | 88   | 0    | 5    | 0    | 3      | 0      |        |        |      |      | 96   | 0    |
| 曼聯                 | 2003–04  | 32   | 0    | 4    | 0    | 0      | 0      | 7      | 0      | 1    | 0    | 44   | 0    |
| 曼聯                 | 2004–05  | 12   | 0    | 4    | 0    | 5      | 0      | 5      | 0      | 1    | 0    | 27   | 0    |
| 曼聯                 | 2005–06  | 1    | 0    | 2    | 0    | 3      | 0      | 0      | 0      | 0    | 0    | 6    | 0    |
| 曼聯                 | 總計     | 45   | 0    | 10   | 0    | 8      | 0      | 12     | 0      | 2    | 0    | 77   | 0    |
| 埃弗顿（外借）       | 2006–07  | 25   | 0    | 1    | 0    | 1      | 0      | 0      | 0      | 0    | 0    | 27   | 0    |
| 埃弗顿               | 2006–07  | 11   | 0    | 0    | 0    | 0      | 0      | 0      | 0      | 0    | 0    | 11   | 0    |
| 埃弗顿               | 2007–08  | 36   | 0    | 0    | 0    | 3      | 0      | 8      | 0      | 0    | 0    | 47   | 0    |
| 埃弗顿               | 2008–09  | 38   | 0    | 7    | 0    | 1      | 0      | 2      | 0      | 0    | 0    | 48   | 0    |
| 埃弗顿               | 2009–10  | 38   | 0    | 2    | 0    | 2      | 0      | 9      | 0      | 0    | 0    | 51   | 0    |
| 埃弗顿               | 2010–11  | 38   | 0    | 4    | 0    | 0      | 0      | 0      | 0      | 0    | 0    | 42   | 0    |
| 埃弗顿               | 2011–12  | 38   | 1    | 6    | 0    | 0      | 0      | 0      | 0      | 0    | 0    | 44   | 1    |
| 埃弗顿               | 2012–13  | 36   | 0    | 4    | 0    | 0      | 0      | 0      | 0      | 0    | 0    | 40   | 0    |
| 埃弗顿               | 2013–14  | 37   | 0    | 0    | 0    | 0      | 0      | 0      | 0      | 0    | 0    | 37   | 0    |
| 埃弗顿               | 總計     | 297  | 1    | 24   | 0    | 7      | 0      | 19     | 0      | 0    | 0    | 347  | 1    |
| 生涯總計             | 生涯總計 | 436  | 1    | 34   | 0    | 15     | 0      | 31     | 0      | 2    | 0    | 528  | 1    |

### 國家隊
| 美國國家足球隊 | 美國國家足球隊 | 美國國家足球隊 |
| 年份           | 上場           | 進場           |
| -------------- | -------------- | -------------- |
| 2002           | 2              | 0              |
| 2003           | 7              | 0              |
| 2004           | 3              | 0              |
| 2005           | 2              | 0              |
| 2006           | 2              | 0              |
| 2007           | 10             | 0              |
| 2008           | 9              | 0              |
| 2009           | 13             | 0              |
| 2010           | 9              | 0              |
| 2011           | 15             | 0              |
| 2012           | 12             | 0              |
| 2013           | 12             | 0              |
| 2014           | 8              | 0              |
| 總計           | 104            | 0              |

## 榮譽

### 球會
曼聯
- 英格蘭足總盃：2004年；
- 英格蘭聯賽盃：2006年
- 英格蘭社區盾：2003年

### 國家隊
美國
- 美洲金盃：2007年

### 個人
- MLS年度人道主義者: 2001年；
- MLS年度最佳球員：2001年；
- MLS年度最佳陣容：2001年、2002年；
- PFA年度最佳陣容：2003/04年；
- 美國足球年度最佳運動員：2008年；
- 国际足联联合会杯足球赛金手套獎：2009年；
- 美國職業大聯盟明星賽最有價值球員：2009年；
- IFFHS世界最佳守門員首10位 : 2003年、2009年、2010年；

## 外部連結
- 添·侯活 – FIFA國際賽競賽紀錄 (存檔)
- 足球数据库：添·侯活的球员统计数据
- 添·侯活個人官網
- 英超官網簡歷 （页面存档备份，存于）
- 愛華頓官網簡歷 （页面存档备份，存于）